# Democràcia inclusiva

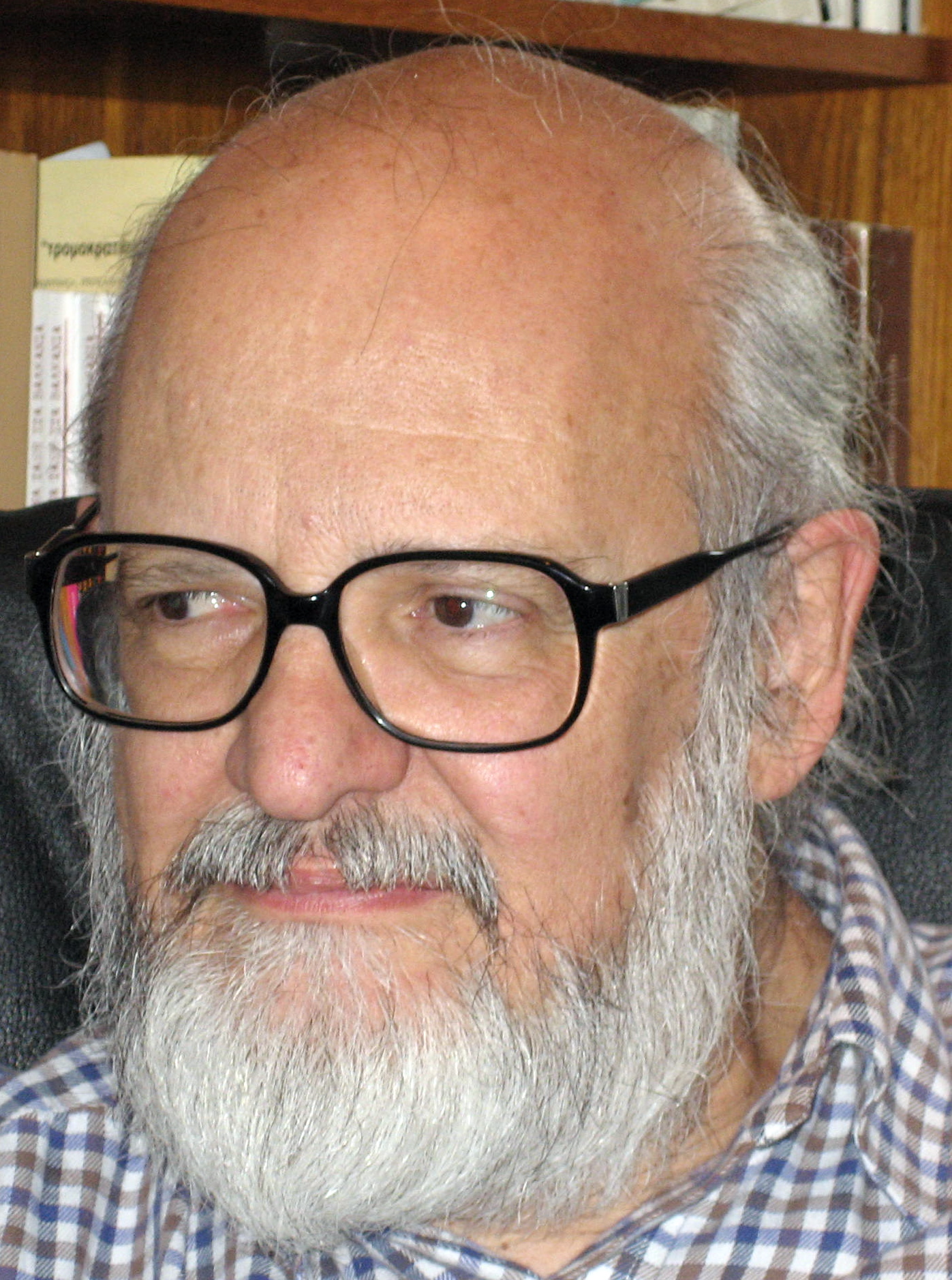
Takis Fotópulos.

La democràcia inclusiva (DI) és un projecte polític per la democràcia directa, la democràcia econòmica (més enllà dels confinis de l'economia de mercat i de la planificació central), la democràcia en l'àmbit social i la democràcia ecològica. El projecte teòric de la DI (per distingir-ho del projecte polític que és part de la tradició democràtica i autònoma) emergeix del treball del filòsof polític, antic acadèmic i activista Takis Fotópulos a Towards An Inclusive Democracy ('Cap a una democràcia inclusiva') i va ser desenvolupat més tard per ell i altres escriptors en el diari Democracy & Nature i el seu successor The International Journal of Inclusive Democracy.
D'acord amb Arran Gare, Towards An Inclusive Democracy "ofereix una nova i poderosa interpretació de la història i la dinàmica destructiva del mercat i proveeix una nova i inspiradora visió del futur en lloc de les formes existents de neo-liberalisme i socialisme". També, com David Freeman assenyala, encara que l'aproximació de Takis "no és obertament anarquisme, no obstant això l'anarquisme sembla la categoria formal en la qual ell desenvolupa el seu treball, donada el seu lliurament a la democràcia directa, el municipalisme i l'abolició de l'estat, dels diners i de l'economia de mercat".
La DI és una nova concepció de la democràcia, que, usant com a punt de partida la definició clàssica d'aquesta, expressa la democràcia en termes de democràcia política directa, democràcia econòmica (més enllà dels límits de l'economia de mercat i la planificació estatal), i també una democràcia en l'espai social i una democràcia ecològica. Resumint, la democràcia inclusiva és una forma d'organització social que reintegra a la societat amb l'economia, la politeia i la naturalesa. El concepte de la democràcia inclusiva es deriva d'una síntesi de dues grans tradicions històriques, la clàssica democràtica i la socialista, encara que també inclou la verd radical, la feminista, i la de moviments d'alliberament del Sud".
El punt de partida del projecte de la Democràcia Inclusiva és un en el qual el món, en el començament del nou mil·lenni, enfronta una crisi multidimensional (econòmica, ecològica, social, cultural i política), la qual s'ha vist que ha estat causada per la concentració del poder a les mans de diverses elits. Això és interpretat com un efecte del sistema establert, als últims segles, del sistema econòmic de mercat (en el sentit de Karl Polanyi), la democràcia representativa i les seves relacionades formes d'estructura jeràrquica. Així, una democràcia inclusiva la veu no solament com una utopia, sinó tal vegada com l'única sortida fora de la crisi, basada en la distribució igualitària del poder en tots els nivells.
En aquesta concepció de la democràcia, l'espai públic inclou no solament l'espai polític, com és usual en el projecte republicà o democràtic (Hannah Arendt, Cornelius Castoriadis, Murray Bookchin, d'entre altres), però també l'espai econòmic i l'ecològic. L'espai polític és l'esfera de les decisions polítiques, l'àrea en la qual el poder polític s'exerceix. L'espai econòmic és l'esfera de les decisions econòmiques, l'àrea en la qual el poder econòmic s'exerceix sobre les àmplies decisions de qualsevol societat d'escassetat. L'espai social és una esfera de decisions en el treball, l'educació i qualsevol altra institució econòmica o cultural; la qual cosa és un element constitutiu d'una societat democràtica. L'espai públic podria ser estès per incloure l'espai ecològic, el qual pot ser definit com l'esfera de les relacions entre la societat i la naturalesa. Així, l'espai públic, en contrast a l'espai privat, inclou qualsevol àrea de l'activitat humana en la qual decisions poden ser fetes col·lectivament i democràticament.
D'acord amb aquests quatre espais, podríem distingir entre quatre elements constitutius d'una democràcia inclusiva: el polític, l'econòmic, la democràcia en l'espai social i en l'ecològic. Els primers tres elements formen el marc institucional, que desitja la distribució igualitària del poder polític, econòmic i el poder social respectivament. En aquest sentit, aquests elements defineixen un sistema que desitja a l'eliminació efectiva de la dominació de l'ésser humà sobre altres éssers humans. En forma similar, la democràcia ecològica la defineix com el marc institucional que desitja eliminar qualsevol intent humà de dominar el món natural, en altres paraules, el sistema, que desitja reintegrar els humans amb la naturalesa.

## Marc institucional
Conveni mitjançant el qual el PNUD confia a una institució designada pel Govern la responsabilitat total de mobilitzar les propostes del projecte PNUD i aplicar-les eficaçment, en combinació amb els recursos propis i altres recursos disponibles, per a l'assoliment dels objectius del projecte.

### Democràcia política o directa
La condició necessària per a l'establiment d'una democràcia política embolica la creació d'institucions apropiades, la qual assegura una distribució equitativa del poder polític entre tots els ciutadans. Totes les decisions polítiques (incloent-hi aquelles relacionades a la formació i execució de les lleis) són preses pel cos col·lectiu de ciutadans i sense representació. El cos de ciutadans d'una àrea geogràfica en particular consisteix en tots els residents que sobrepassen certa edat de maduresa, sense importar-ne els sexes, races, ètnies i les identitats culturals. L'edat de maduresa es defineix a través del cos de ciutadans.
La condició suficient per a la reproducció d'una democràcia política es refereix al nivell de consciència democràtica del cos de ciutadans i, com David Gabbard i Karen Appleton assenyalen, "la responsabilitat de conrear la consciència democràtica requerida per a aquesta concepció de ciutadania descansa en paideia", la qual embolica no solament educació sinó el desenvolupament d'un caràcter i destreses balancejats, i.i. l'educació dels individus com a ciutadans, la qual per si sola pot donar un contingut substantiu a l'espai públic. Això és així, perquè la democràcia pot ser solament fundada en la decisió sota consciència per a una autonomia individual i col·lectiva. Per tant, no pot ser el resultat de cap llei natural, social o econòmica o de cap tendència que tendeixi dialècticament a ella, deixi a part, qualsevol dogma místic o diví i qualsevol preconcepció. En aquest sentit, ni la democràcia representativa ni tampoc la democràcia soviètica reuneixen les condicions de la democràcia política, sinó que solament són formes d'oligarquia política, on el poder polític és concentrat a les mans de diverses elits, i.i. professionals de la política i buròcrates partidaris, respectivament.
La unitat bàsica per prendre decisions en la democràcia inclusiva és l'assemblea demòtica, i.i. l'assemblea del poble, el cos de ciutadans en una àrea geogràfica donada, la qual podria abastar un poble i les viles del voltant, o fins i tot els veïnats de ciutats grans. Això és molt proper al concepte de ‘vila urbana’ proposat actualment pels defensors de l'economia de decreixement. Sigui com sigui, a part de les decisions locals, moltes decisions importants s'han de fer a nivell regional o confederat.
És per això que, com Serge Latouche observa, l'objectiu de la Democràcia Inclusiva "pressuposa una confederació del poble" feta d'unitats petites i homogènies de prop de 30.000. Per tant, la democràcia inclusiva avui només pot prendre la forma d'una democràcia confederada que estigui basada en una xarxa de consellers administratius els membres o delegats dels quals són escollits a través d'unes assemblees democràtiques cara a cara celebrades en tots els pobles. Així, el seu paper és purament administratiu i pràctic, no amb poder de decisions, contrari al paper dels representants en una democràcia representativa.
El cos de ciutadans és aconsellat per experts, però és el cos de ciutadans el que funciona com l'entitat que pren les decisions. L'autoritat pot ser delegada a un segment del cos de ciutadans per dur a terme deures específics, per exemple, servir com a membres de corts populars, o en conselleria regional i confederada. Aquesta delegació és feta, en principi, a l'atzar, o sobre la base de rotació, i és sempre qüestionable pel cos de ciutadans. Els delegats per als cossos regionals i confederats han de tenir manaments específics.
Finalment, la democràcia, política o directa, implica una concepció molt diferent de ciutadania a la concepció usual dels liberals i socialista. En aquesta concepció, l'activitat política no és un mitjà per obtenir un final, sinó una fi per si, de manera que un no s'immiscueix en activitats polítiques simplement per promoure el seu propi benefici, sinó per realitzar els principis intrínsecs de la vida política, com a llibertat, igualtat i solidaritat. Això, en contrast amb les concepcions liberals i sociodemòcrates que adopten una visió 'instrumentista' de la ciutadania, una visió que implica que la ciutadania capacita ciutadans amb certs drets que poden exercitar com a mitjans per obtenir beneficis individuals.

### Democràcia econòmica
El projecte Democràcia inclusiva (DI) introdueix una concepció molt diferent a la usual sobre la democràcia econòmica.
D'acord amb el projecte DI, la democràcia econòmica és l'autoritat del poble (comunitat) en l'esfera econòmica —la qual requereix una distribució equitativa del poder econòmic. Per tant, totes les decisions "macro" econòmiques, en particular, les decisions concernents al maneig de l'economia com un tot (el nivell total de producció, consum i inversió, quantitat de treball i descans implicats, tecnologies a ser usades, etc.) són tires pel cos de ciutadans col·lectivament i sense representació. No obstant això, la decisions "micro" econòmiques en el lloc de treball o a nivells domèstics són tires mitjançant unitats de producció i consums individuals utilitzant un sistema de certificats (vouchers).
Com en el cas de la democràcia directa, la democràcia econòmica avui és solament possible al nivell de pobles o comunitats confederades. Embolica la possessió i control dels mitjans de producció pel poble (demos). Això és radicalment diferent a les dues principals formes de concertació de poder: capitalista i l'economia 'socialista' de creixement. És també diferent dels diferents tipus de capitalisme col·lectiu, tals com el control dels treballadors i versions més suaus com les suggerides per socialdemòcrates post-Keynesians. El poble (demos), per tant, es converteix en la unitat autèntica de la vida econòmica.
Perquè la democràcia econòmica sigui possible, tres premisses han de ser satisfetes: autodependència demòtica, possessió demòtica dels mitjans de producció, i la distribució confederada dels recursos.
- L'autodependència demòtica és definida en termes d'una descentralització radical i autodependència, en comptes d'autosuficiència.
- La possessió demòtica dels recursos de producció és un tipus de possessió que condueix a la politització de l'economia, la síntesi real de l'economia i la política. Això és així, perquè la producció de decisions economies és realitzada per la comunitat sencera, a través d'assemblees demòtiques, on la gent fa les decisions macroeconòmiques fonamentals que afecten la comunitat sencera, com a ciutadans i no com a grups orientats vocacionalment (per exemple, treballadors en economia participativa [Parecon', en anglès].[8]) Al mateix temps, els treballadors, a més de participar en decisions demòtiques sobre el planejament d'objectius, participarien també (en l'esmentat ampli sentit dels grups amb orientació vocacional) en les seves respectives assemblees de treball, en un procés de modificar o implementant el pla democràtic i també dirigint el seu propi lloc de treball.

• L'assignació confederada de recurs és requerida perquè, encara que l'autodependència permet fer moltes decisions a nivell comunitari, encara moltes coses han de ser decidides a nivell regional, nacional i supranacional. No obstant això, són els delegats (no els representants) amb encàrrecs específics de les assemblees demòtiques que estan embolicats en el procés de planejament demòtic confederat els qui, en combinació amb el sistema de certificats proposat, produeixen l'assignació de recursos en una democràcia inclusiva confederada.
Un model de democràcia econòmica, com una part integral de la democràcia inclusiva, és descrit a Towards An Inclusive Democracy (cap. 6), la primera definició de llarg abast de la democràcia inclusiva. La principal característica del model proposat, que també es diferencia de models de planejament socialista com Parecon, és que aquest model proposa explícitament una economia sense estat, mercat ni diners que impedeix l'acumulació privada de riquesa i la institucionalització de privilegis per a certes seccions de la societat, sense descansar en un estat de postescassetat mític d'abundància, o en el sacrifici de la llibertat d'elecció. El sistema proposat es proposa satisfer el doble objectiu: (a) satisfer les necessitats bàsiques de tots els ciutadans —la qual cosa requereix que les decisions macroeconòmiques bàsiques han de ser fetes democràticament—, i (b) garantir la llibertat d'elecció —la qual cosa requereix que l'individu prengui les decisions importants que afectin la seva pròpia vida (quin tipus de treball fer, què consumir, etc.).
Per tant, el sistema consisteix en dos elements bàsics: (1) planejament democràtic, el qual embolica un procés de retroalimentació entre les reunions del lloc de treball, reunions demòtiques i les reunions confederades, i (2) un mercat artificial que usa certificats de valors personals, que assegura la llibertat d'elecció, però evita l'efecte advers del mercat real. Encara que alguns han anomenat aquest sistema "una forma de diners basats en la teoria del valor del treball" no és un model basat en diners, ja que els certificats de valors no poden ser usats com un mitjà general d'intercanvi i amuntegament de riqueses.
Un altre tret distintiu de la DI és la seva distinció entre necessitats bàsiques i no bàsiques. La remuneració es fa d'acord amb necessitats de necessitats bàsiques, i d'acord amb els esforços per a les necessitats no bàsiques. La DI és basada en el principi que la satisfacció de les necessitats bàsiques són un dret humà fonamental, el qual és garantit per tot aquell que estigui en la condició física necessària per oferir una mínima quantitat de treball. En contrast, Parecon garanteix que les necessitats bàsiques són satisfetes només quan siguin béns públics caracteritzats o que siguin coberts per compassió i per un guany bàsic garantit per als aturats i per a aquells que no poden treballar.

### Democràcia ecològica
Com accentua Steven Best, "en un contrast total amb les limitacions del moviment de defensa dels animals (AAM) i amb tots els altres grups que defensen causes reformistes, Takis Fotópulos presenta una vista més àmplia de la dinàmica humana i les institucions socials, els seus impactes al planeta, i les seves conseqüències en la societat mateixa. Mitjançant la combinació dels conceptes d'anticapitalisme, democràcia radical, assumptes ecològics en un concepte més ampli anomenat democràcia ecològica, Fotópulos descriu aquesta noció com "el marc institucional que persegueix l'eliminació de tot intent humà de dominar el món natural, en altres paraules, és un sistema que busca la integració l'home amb la naturalesa. Això implica transcendir el punt de vista instrumentista present sobre la naturalesa, el qual considera la naturalesa com un instrument de creixement, dins d'un procés sense límits de concentració de poder."
Alguns crítics de la democràcia inclusiva pregunten quines són les garanties que la democràcia inclusiva ofereix per assegurar una millor relació societat-naturalesa, que la relació plantejada pels sistemes alternatius representats per l'economia de mercat o el socialisme d'estat. Per exemple, un ecoeconomista força conegut indica que "el 'requerit' consens ecològic entre els habitants d'ecotopia potser no sigui assegurat mitjançant l'establiment d'una democràcia atenesa, on tots els integrants són educats i racionals". Tanmateix, els defensors de la DI sostenen que aquesta crítica és una clara falsa concepció de l'objectiu fonamental de la democràcia perquè, "si nosaltres la veiem com un procés d'acte-institució social on no existeix cap codi de conducta humà diví o objectivament definit, llavors, la necessitat de tals garanties és innecessària. Per tant, la substitució de l'economia de mercat per un nou marc institucional de democràcia inclusiva constitueix la sola condició necessària per desenvolupar una relació harmoniosa entre el món natural i el social. La condició suficient es refereix al nivell de consciència ecològica dels ciutadans. Encara, el canvi radical en el paradigma social dominant que segueix a conseqüència de la institució de la democràcia inclusiva, combinat amb el paper decisiu que la paideia jugués en un marc institucional orientat cap a la protecció del medi ambient, podria racionalment esperar-se que condueixi a un canvi radical en l'actitud humana cap a la Naturalesa".
Els defensors del marc institucional de la DI també clamen que aquest ofereix la millor esperança per a unes millors relacions humanes amb la naturalesa, que podria ser aconseguida en una economia de mercat, o una basada en el socialisme d'estat. Els factors que suporten aquesta visió es refereixen als tres elements de la democràcia inclusiva: polític, econòmic i social.
La democràcia política pressuposa una descentralització radical (física o administrativa) dins d'una societat confederada, la qual, per si mateixa, hauria d'incrementar el seu caràcter amigable cap al medi ambient. Més encara, la democràcia política ha de crear un espai públic, un fet que significativament reduiria l'aparença de materialisme a través de proveir un nou significat a la vida que pugui omplir l'actual buit existencial que la present societat de consum crea. La democràcia econòmica substitueix la dinàmica de l'actual economia de comprat capitalista que condueix al creixement per si mateix, per una nova dinàmica social que apunta a la satisfacció de les necessitats del poble (demos). Si la satisfacció de les necessitats demòtiques no depenen, com en el present, en l'expansió contínua de la producció per cobrir les "necessitats" que el sistema de mercat crea per si mateix, i si la societat és reintegrada amb l'economia, llavors no hi ha raons per la qual la present visió instrumentista de la Naturalesa continuaria condicionat la conducta humana. Particularment a això, i contrari als models socialista que són 'centralistes', l'objectiu de la producció en la democràcia inclusiva no és el creixement econòmic, sinó la satisfacció de les necessitats bàsiques de la comunitat, i d'aquelles necessitats no-bàsiques per les quals els membres de la comunitat expressen el seu desig, i estan disposats a treballar extra temps per aconseguir-les. Això implica una nova definició d'eficiència econòmica, no basada en un estret criteri tecnoeconòmic de minimitzar l'entrada i maximitzar la sortida com en certs models socialistes com Parecon, sinó en criteris que asseguren la satisfacció total de les necessitats definides democràticament per tots els ciutadans, així com les necessitats no bàsiques que ells decideixin satisfer —fins i tot si això comprengués certa quantitat d'ineficiència d'acord amb el criteri ortodox econòmic. Finalment, la democràcia en l'arena social hauria de ser un pas decisiu en la creació de la condició suficient per desenvolupar una relació harmoniosa naturalesa-societat, per disminuir gradualment la relació patriarcal en el domèstic i en tota relació jeràrquica en general, per crear un nou ethos de no dominació, el qual abastaria tant la societat com la naturalesa.